# Slovo
 Ovo je glavno značenje pojma Slovo. Za glagoljičko slovo istog naziva pogledajte Slovo (slovo glagoljice).
Slovo je svakodnevni naziv za simbol u nekom pismu, najčešće alfabetskom.
Slovo je također, najmanja jedinica zapisa jezika, kojom se formiraju zapisi riječi. Skup slova kojima se formiraju zapisi riječi nekog jezika je po pravilu konačan, a u ljudskim, prirodnim, jezicima, s izuzetkom nekih poput kineskog, ovaj broj iznosi 20 do 40, a redna uređenost kao i sam izgled slova (pismo) se razlikuju od jezika do jezika.
U znanosti se preferira naziv grafem.